# Volleyball-Weltmeisterschaft der Männer 2014
Die Volleyball-Weltmeisterschaft der Männer 2014 fand vom 30. August bis 21. September in Polen statt. Neben dem Gastgeber nahmen 23 weitere Mannschaften teil. Polen setzte sich im Finale gegen den Titelverteidiger Brasilien mit 3:1 durch und holte sich seinen zweiten WM-Titel nach 1974. Es war der erste Sieg eines WM-Gastgebers seit 1966 (damals Tschechoslowakei). Deutschland gewann das Spiel um den dritten Platz gegen Frankreich mit 3:0.

## Modus
Das Turnier begann mit einer Vorrunde in vier Gruppen (A–D) mit je sechs Mannschaften. Dabei galt – ebenso wie in den folgenden Gruppenspielen – die international übliche Punktwertung: Bei einem 3:0 oder 3:1 erhielt der Sieger drei Punkte, der Verlierer ging leer aus. Bei einem 3:2 gab es zwei Punkte für den Sieger und einen für den Verlierer. Die vier besten Teams jeder Gruppe erreichten die zweite Runde, die in zwei Gruppen (E und F) mit je acht Teilnehmern ausgetragen wurde. Ergebnisse gegen Kontrahenten aus der ersten Runde wurden übernommen. Aus den beiden Gruppen erreichten jeweils die drei besten Mannschaften die dritte Runde. Dort wurden sie in zwei neue Gruppen (G und H) aufgeteilt. Dabei waren die beiden Gruppensieger der zweiten Runde gesetzt. Die beiden besten Mannschaften dieser Gruppen qualifizierten sich für das Halbfinale, während die Gruppendritten um den fünften Platz der Gesamtwertung spielten. Die Sieger der Halbfinals bestritten das Endspiel, die Verlierer spielten um den dritten Platz.
Erstmals kam bei einer Weltmeisterschaft ein Videobeweis zum Einsatz. Die Trainer konnten in einem Satz jeweils zweimal eine Entscheidung der Schiedsrichter mit einer Video Challenge überprüfen lassen. Betroffen waren Entscheidungen über Netz- und Blockberührungen sowie die Frage, ob der Ball aus war. Vor der WM war das System bei der Klubweltmeisterschaft 2012 und dem Finale der Weltliga 2013 getestet worden.

## Spielplan
Die Auslosung für die erste Runde fand am 27. Januar 2014 in Warschau statt.

### Erste Runde
| Gruppe A in Breslau |             |       |        |       |
|                     | Team        | Sätze | Punkte | BPQ   |
| 1                   | Polen       | 15:1  | 15     | 1,286 |
| 2                   | Serbien     | 12:6  | 12     | 1,073 |
| 3                   | Argentinien | 10:6  | 9      | 1,087 |
| 4                   | Australien  | 7:11  | 5      | 0,967 |
| 5                   | Venezuela   | 5:13  | 4      | 0,863 |
| 6                   | Kamerun     | 3:15  | 0      | 0,832 |

| Gruppe B in Katowice |             |       |        |       |
|                      | Team        | Sätze | Punkte | BPQ   |
| 1                    | Brasilien   | 15:3  | 14     | 1,215 |
| 2                    | Deutschland | 12:5  | 12     | 1,177 |
| 3                    | Finnland    | 10:8  | 8      | 1,047 |
| 4                    | Kuba        | 9:12  | 6      | 0,961 |
| 5                    | Südkorea    | 6:13  | 4      | 0,884 |
| 6                    | Tunesien    | 4:15  | 1      | 0,807 |

| 30. August in Warschau | Polen       | Serbien     | 3:0 |
| 31. August             | Venezuela   | Argentinien | 0:3 |
|                        | Kamerun     | Australien  | 0:3 |
| 2. September           | Argentinien | Serbien     | 1:3 |
|                        | Venezuela   | Kamerun     | 3:1 |
|                        | Australien  | Polen       | 0:3 |
| 4. September           | Kamerun     | Argentinien | 0:3 |
|                        | Serbien     | Australien  | 3:1 |
|                        | Polen       | Venezuela   | 3:0 |
| 6. September           | Argentinien | Australien  | 3:0 |
|                        | Venezuela   | Serbien     | 0:3 |
|                        | Kamerun     | Polen       | 1:3 |
| 7. September           | Australien  | Venezuela   | 3:2 |
|                        | Serbien     | Kamerun     | 3:1 |
|                        | Polen       | Argentinien | 3:0 |

| 1. September | Brasilien   | Deutschland | 3:0 |
|              | Finnland    | Kuba        | 3:2 |
|              | Südkorea    | Tunesien    | 3:1 |
| 3. September | Kuba        | Deutschland | 0:3 |
|              | Finnland    | Südkorea    | 3:0 |
|              | Tunesien    | Brasilien   | 0:3 |
| 5. September | Südkorea    | Kuba        | 1:3 |
|              | Deutschland | Tunesien    | 3:1 |
|              | Brasilien   | Finnland    | 3:0 |
| 6. September | Kuba        | Tunesien    | 3:2 |
|              | Finnland    | Deutschland | 1:3 |
|              | Südkorea    | Brasilien   | 2:3 |
| 7. September | Tunesien    | Finnland    | 0:3 |
|              | Deutschland | Südkorea    | 3:0 |
|              | Brasilien   | Kuba        | 3:1 |

| Gruppe C in Danzig |                     |       |        |       |
|                    | Team                | Sätze | Punkte | BPQ   |
| 1                  | Russland            | 15:3  | 14     | 1,236 |
| 2                  | Kanada              | 12:5  | 11     | 1,123 |
| 3                  | Bulgarien           | 13:8  | 10     | 1,057 |
| 4                  | Volksrepublik China | 6:11  | 6      | 0,946 |
| 5                  | Mexiko              | 5:14  | 2      | 0,837 |
| 6                  | Ägypten             | 5:15  | 2      | 0,880 |

| Gruppe D in Krakau |                    |       |        |       |
|                    | Team               | Sätze | Punkte | BPQ   |
| 1                  | Frankreich         | 14:7  | 12     | 1,073 |
| 2                  | Iran               | 13:7  | 11     | 1,100 |
| 3                  | Vereinigte Staaten | 12:9  | 9      | 1,100 |
| 4                  | Italien            | 9:12  | 5      | 0,976 |
| 5                  | Belgien            | 9:12  | 5      | 0,935 |
| 6                  | Puerto Rico        | 3:13  | 3      | 0,807 |

| 1. September | Russland  | Kanada    | 3:0 |
|              | Mexiko    | Bulgarien | 0:3 |
|              | China     | Ägypten   | 3:1 |
| 3. September | Bulgarien | Kanada    | 2:3 |
|              | Mexiko    | China     | 1:3 |
|              | Ägypten   | Russland  | 0:3 |
| 5. September | China     | Bulgarien | 0:3 |
|              | Kanada    | Ägypten   | 3:0 |
|              | Russland  | Mexiko    | 3:1 |
| 6. September | Bulgarien | Ägypten   | 3:2 |
|              | Mexiko    | Kanada    | 0:3 |
|              | China     | Russland  | 0:3 |
| 7. September | Ägypten   | Mexiko    | 2:3 |
|              | Kanada    | China     | 3:0 |
|              | Russland  | Bulgarien | 3:2 |

| 31. August   | Italien     | Iran        | 1:3 |
|              | Belgien     | USA         | 2:3 |
|              | Puerto Rico | Frankreich  | 0:3 |
| 2. September | USA         | Iran        | 2:3 |
|              | Belgien     | Puerto Rico | 3:0 |
|              | Frankreich  | Italien     | 2:3 |
| 4. September | Puerto Rico | USA         | 0:3 |
|              | Iran        | Frankreich  | 1:3 |
|              | Italien     | Belgien     | 3:1 |
| 6. September | USA         | Frankreich  | 1:3 |
|              | Belgien     | Iran        | 1:3 |
|              | Puerto Rico | Italien     | 3:1 |
| 7. September | Frankreich  | Belgien     | 3:2 |
|              | Iran        | Puerto Rico | 3:0 |
|              | Italien     | USA         | 1:3 |

### Zweite Runde
| Gruppe E in Łódź und Bydgoszcz |                    |       |        |       |
|                                | Team               | Sätze | Punkte | BPQ   |
| 1                              | Frankreich         | 19:11 | 17     | 1,067 |
| 2                              | Polen              | 19:8  | 16     | 1,119 |
| 3                              | Iran               | 18:11 | 15     | 1,057 |
| 4                              | Vereinigte Staaten | 17:12 | 14     | 1,063 |
| 5                              | Serbien            | 12:14 | 9      | 0,974 |
| 6                              | Argentinien        | 11:15 | 8      | 0,946 |
| 7                              | Italien            | 10:18 | 5      | 0,953 |
| 8                              | Australien         | 4:21  | 0      | 0,822 |

| Gruppe F in Katowice und Breslau |                     |       |        |       |
|                                  | Team                | Sätze | Punkte | BPQ   |
| 1                                | Brasilien           | 21:2  | 21     | 1,214 |
| 2                                | Russland            | 19:6  | 17     | 1,188 |
| 3                                | Deutschland         | 15:8  | 15     | 1,080 |
| 4                                | Kanada              | 12:13 | 10     | 1,025 |
| 5                                | Finnland            | 9:17  | 6      | 0,931 |
| 6                                | Kuba                | 11:18 | 6      | 0,910 |
| 7                                | Bulgarien           | 8:18  | 5      | 0,884 |
| 8                                | Volksrepublik China | 6:19  | 4      | 0,863 |

| 10. September | Argentinien | Frankreich | 1:3 |
|               | Serbien     | Italien    | 3:0 |
|               | Polen       | USA        | 1:3 |
|               | Australien  | Iran       | 1:3 |
| 11. September | Serbien     | USA        | 1:3 |
|               | Argentinien | Iran       | 0:3 |
|               | Polen       | Italien    | 3:1 |
|               | Australien  | Frankreich | 1:3 |
| 13. September | Argentinien | Italien    | 3:1 |
|               | Serbien     | Frankreich | 1:3 |
|               | Polen       | Iran       | 3:2 |
|               | Australien  | USA        | 0:3 |
| 14. September | Serbien     | Iran       | 1:3 |
|               | Argentinien | USA        | 3:2 |
|               | Polen       | Frankreich | 3:2 |
|               | Australien  | Italien    | 1:3 |

| 10. September | Brasilien   | Bulgarien | 3:0 |
|               | Finnland    | Russland  | 0:3 |
|               | Deutschland | China     | 3:0 |
|               | Kuba        | Kanada    | 2:3 |
| 11. September | Brasilien   | China     | 3:0 |
|               | Finnland    | Kanada    | 0:3 |
|               | Deutschland | Bulgarien | 3:1 |
|               | Kuba        | Russland  | 1:3 |
| 13. September | Brasilien   | Kanada    | 3:0 |
|               | Finnland    | China     | 2:3 |
|               | Deutschland | Russland  | 0:3 |
|               | Kuba        | Bulgarien | 3:0 |
| 14. September | Brasilien   | Russland  | 3:1 |
|               | Finnland    | Bulgarien | 3:0 |
|               | Deutschland | Kanada    | 3:0 |
|               | Kuba        | China     | 2:3 |

### Dritte Runde
Die Auslosung der beiden Dreiergruppen erfolgte nach dem letzten Zweitrunden-Spiel in Łódź.
| Gruppe G in Katowice |             |       |        |       |
|                      | Team        | Sätze | Punkte | BPQ   |
| 1                    | Frankreich  | 6:2   | 5      | 1,116 |
| 2                    | Deutschland | 3:3   | 3      | 1,038 |
| 3                    | Iran        | 2:6   | 1      | 0,867 |

| Gruppe H in Łódź |           |       |        |       |
|                  | Team      | Sätze | Punkte | BPQ   |
| 1                | Polen     | 6:4   | 4      | 1,005 |
| 2                | Brasilien | 5:3   | 4      | 1,084 |
| 3                | Russland  | 2:6   | 1      | 0,918 |

| 16. September | Frankreich | Deutschland | 3:0 |
| 17. September | Iran       | Deutschland | 0:3 |
| 18. September | Frankreich | Iran        | 3:2 |

| 16. September | Brasilien | Polen     | 2:3 |
| 17. September | Russland  | Brasilien | 0:3 |
| 18. September | Russland  | Polen     | 2:3 |

### Finalrunde
|  | Halbfinale 20. September, Katowice | Halbfinale 20. September, Katowice |             |   | Finale 21. September, Katowice | Finale 21. September, Katowice |
|  |                                    |                                    |             |   |                                |                                |
|  | Frankreich                         | 2                                  |             |   |                                |                                |
|  | Brasilien                          | 3                                  |             |   |                                |                                |
|  |                                    |                                    |             |   |                                |                                |
|  |                                    |                                    |             |   |                                |                                |
|  | Brasilien                          | 1                                  |             |   |                                |                                |
|  |                                    | Polen                              | 3           |   |                                |                                |
|  |                                    |                                    |             |   |                                |                                |
|  | Platz 3 21. September, Katowice    |                                    |             |   |                                |                                |
|  |                                    |                                    | Frankreich  | 0 |                                |                                |
|  | Polen                              | 3                                  | Deutschland | 3 |                                |                                |
|  | Deutschland                        | 1                                  |             |   |                                |                                |

| Spiel um Platz 5 in Łódź |      |          |     |
| 20. September            | Iran | Russland | 0:3 |

## Platzierungen
| 1.  | Polen               |
| 2.  | Brasilien           |
| 3.  | Deutschland         |
| 4.  | Frankreich          |
| 5.  | Russland            |
| 6.  | Iran                |
| 7.  | Vereinigte Staaten  |
|     | Kanada              |
| 9.  | Serbien             |
|     | Finnland            |
| 11. | Argentinien         |
|     | Kuba                |
| 13. | Bulgarien           |
|     | Italien             |
| 15. | Volksrepublik China |
|     | Australien          |
| 17. | Belgien             |
|     | Südkorea            |
|     | Venezuela           |
|     | Mexiko              |
| 21. | Puerto Rico         |
|     | Ägypten             |
|     | Tunesien            |
|     | Kamerun             |

## Einzelauszeichnungen
Neben den Medaillen wurden individuelle Auszeichnungen für die besten Spieler vergeben, die mit jeweils 10.000 US-Dollar Preisgeld dotiert waren. Der neue Weltmeister Polen stellte den wertvollsten Spieler des Turniers, der zugleich bester Diagonalangreifer war. Auf der Außenposition dominierte ein Brasilianer. Der beste Mittelblocker und der beste Zuspieler des Turniers spielten für Deutschland. Die viertplatzierte französische Mannschaft hatte den besten Libero. Der Brasilianer Murilo Endres als zweitbester Außenangreifer und Polens Mittelblocker Karol Kłos komplettierten das Allstar-Team.
| wertvollster Spieler (MVP) | Mariusz Wlazły    | Polen       |
| bester Diagonalangreifer   | Mariusz Wlazły    | Polen       |
| beste Außenangreifer       | Lucarelli         | Brasilien   |
| beste Blocker              | Marcus Böhme      | Deutschland |
| bester Libero              | Jenia Grebennikov | Frankreich  |
| bester Zuspieler           | Lukas Kampa       | Deutschland |

## Teilnehmer
Jede Nationalmannschaft, die bei der WM in Polen antrat, hatte einen Kader mit vierzehn Spielern.

## Medien
Der Sender Sportdeutschland.TV, der vom Deutschen Olympischen Sportbund betrieben wurde, zeigte in Deutschland alle Spiele der Volleyball-WM 2014 als Live-Stream und on demand im Internet. Sport1 erwarb die Lizenzrechte für die unverschlüsselte Übertragung im deutschen Free-TV des Halbfinales zwischen Deutschland und Polen sowie ein eventuelles Finale mit deutscher Beteiligung, doch wegen Unstimmigkeiten mit den internationalen Rechten, die Sport1 wegen der unverschlüsselten Übertragung über Satellit einhalten muss, wurde die unverschlüsselte Verbreitung des Senders durch den Rechteinhaber Polsat untersagt. Das ZDF beschränkte sich hingegen auf Kurzmeldungen in den Sport- und Nachrichtensendungen. Im Land des Gastgebers übertrug Polsat die Spiele. In vielen weiteren Ländern gab es Übertragungen von WM-Spielen.

## Spielstätten
Die Weltmeisterschaft wurde in sieben polnischen Städten ausgetragen. Die Spiele fanden in Breslau, Bydgoszcz, Danzig, Katowice, Krakau, Łódź und Warschau statt. In der Hauptstadt wurde das Eröffnungsspiel im Stadion Narodowy in Warschau ausgetragen; die 62.000 Eintrittskarten waren innerhalb von 100 Minuten verkauft. Zweitgrößter Veranstaltungsort war die Mehrzweckhalle in Czyżyny, einem Stadtteil von Krakau. Sie bot Platz für mehr als 15.300 Zuschauer. Weitere Spiele wurden in der Atlas Arena in Łódż, in der auf der Stadtgrenze von Danzig und Sopot gelegenen Ergo Arena, der Mehrzweckhalle Spodek in Katowice und der Łuczniczka-Halle von Bydgoszcz ausgetragen. Die Spodek-Arena in Katowice war auch Schauplatz des Endspiels. Mit der Jahrhunderthalle in Breslau diente eine Stätte des UNESCO-Welterbes als WM-Kulisse.
Insgesamt verfolgten 563.263 Zuschauer die 103 Spiele in sieben Städten (Schnitt pro Spiel: 5468). Die Gesamtzahl bedeutet einen neuen WM-Rekord. Vier Jahre zuvor kamen 339.324 Zuschauer zu den Spielen in Italien.

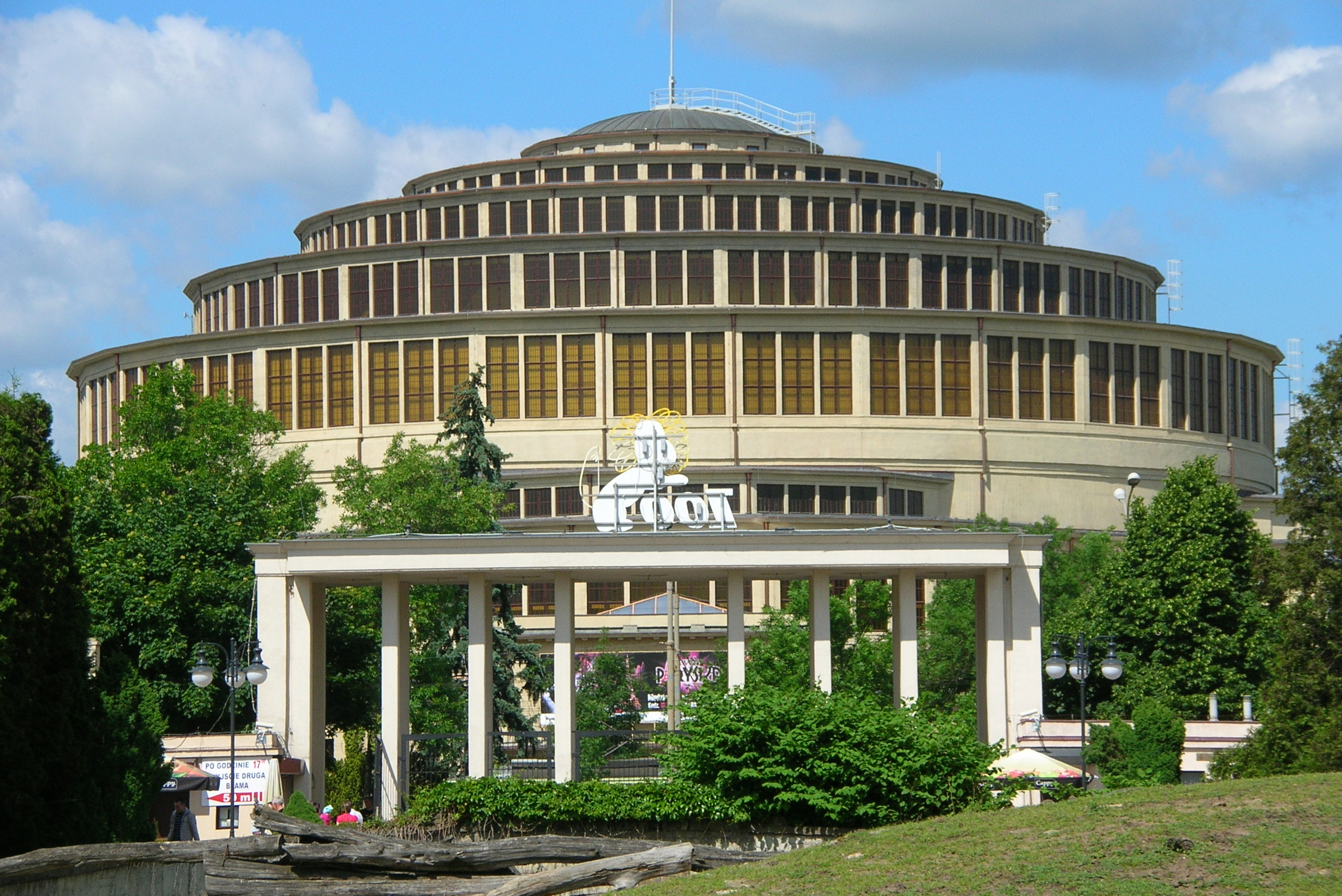
Jahrhunderthalle, Breslau
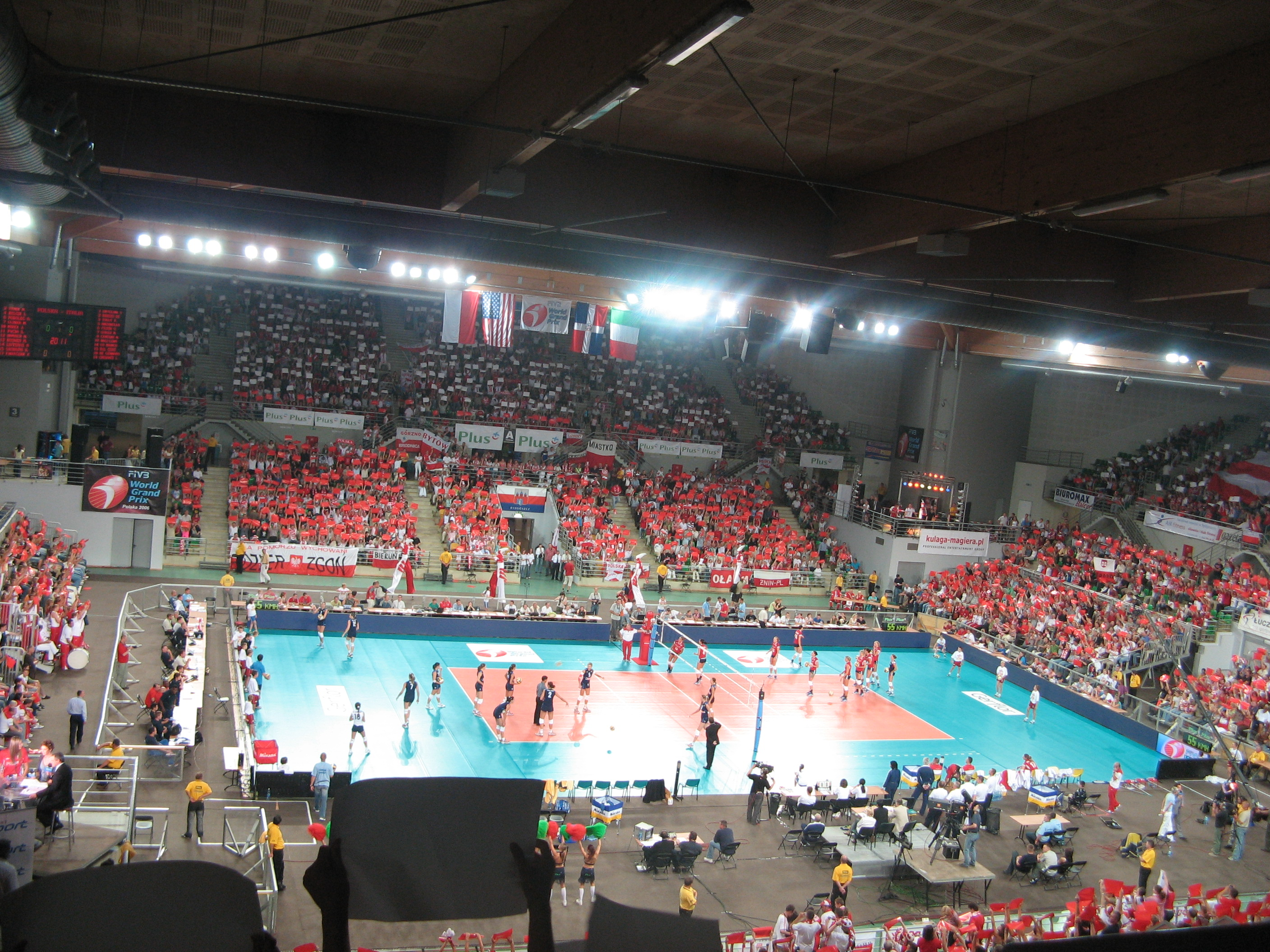
Łuczniczka, Bydgoszcz
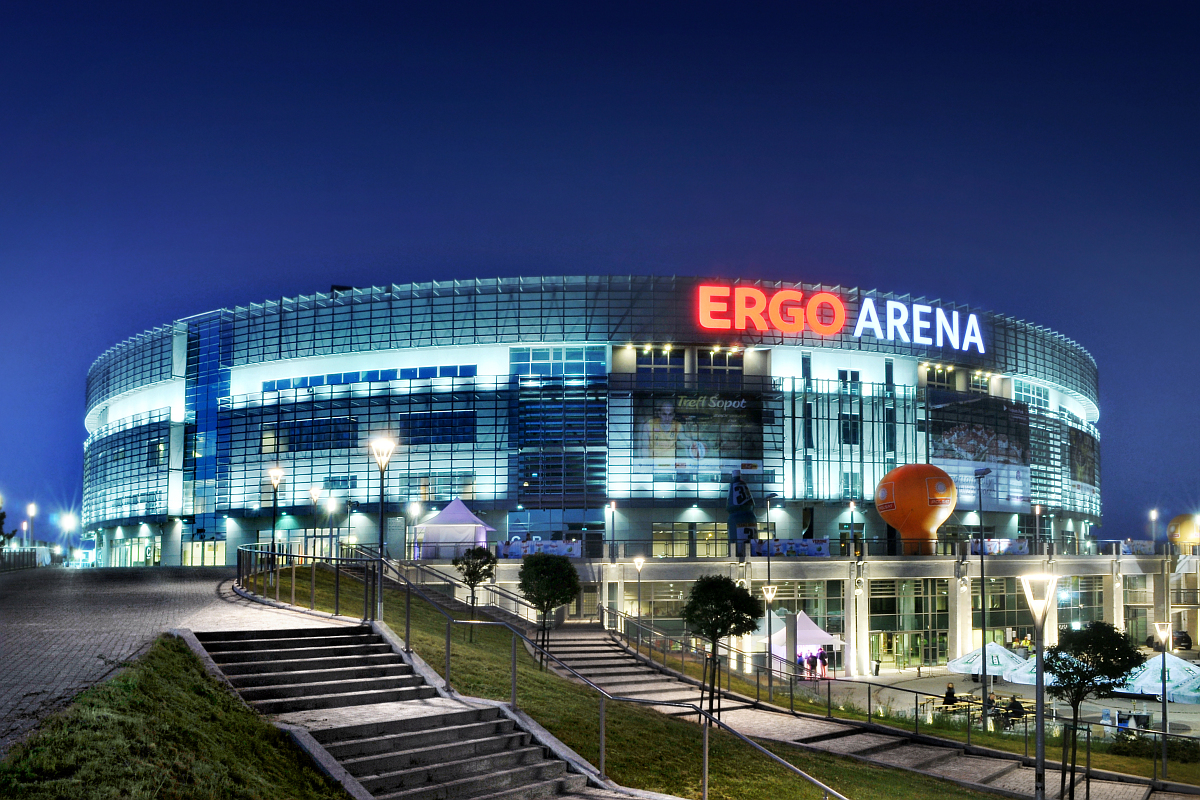
Ergo Arena, Danzig-Sopot
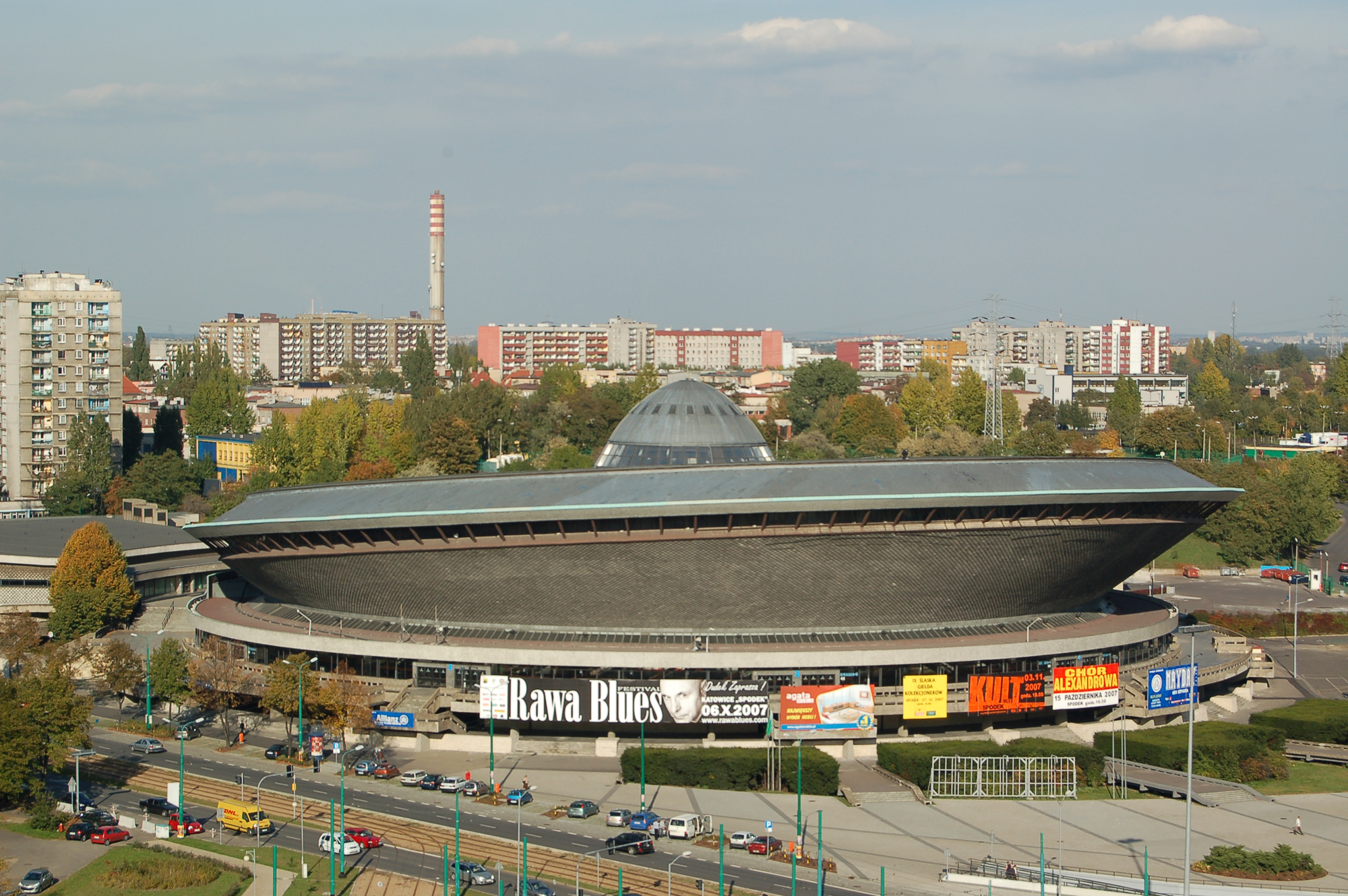
Spodek, Katowice
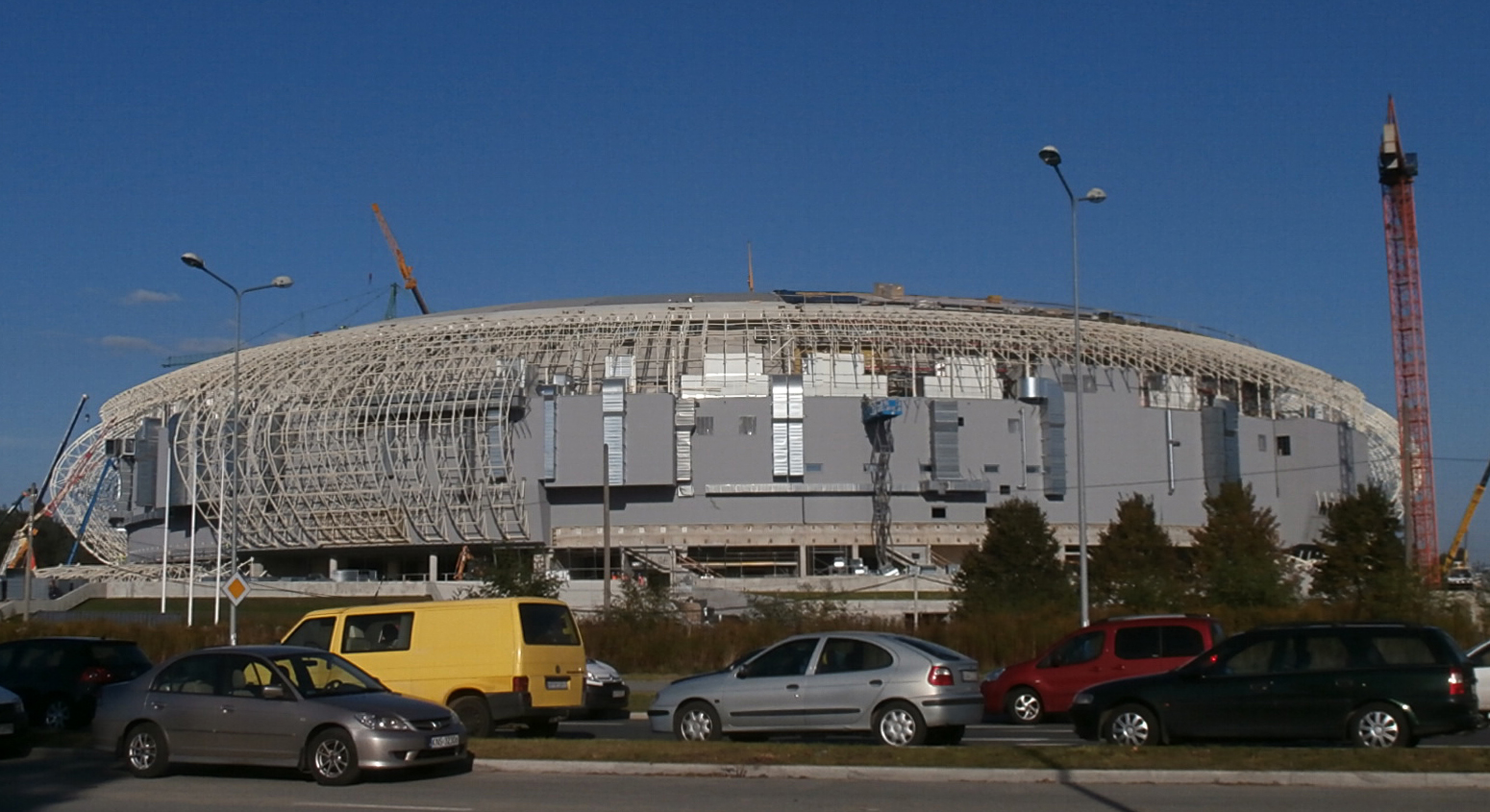
Tauron Arena Kraków, Krakau
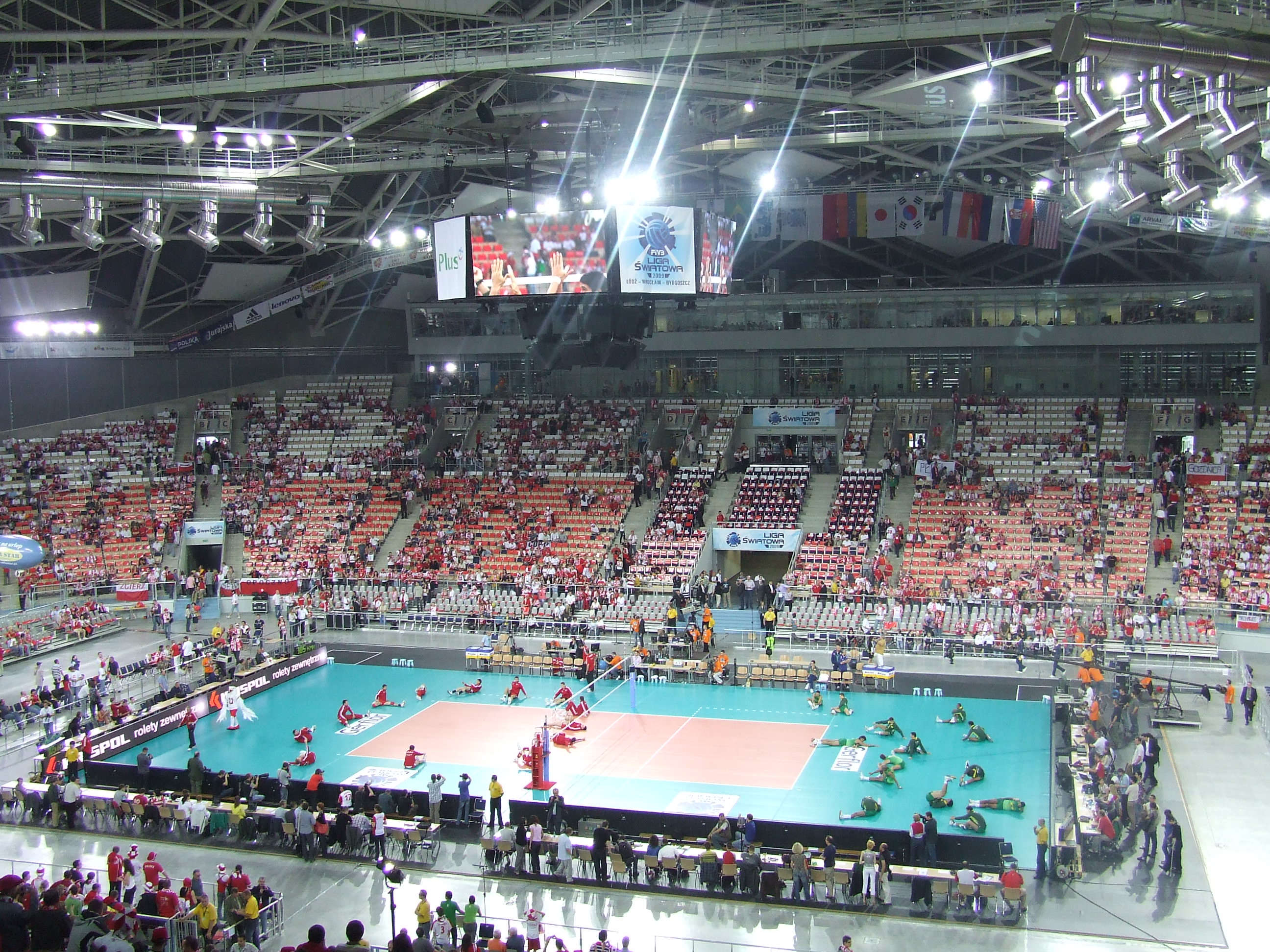
Atlas Arena, Łódź
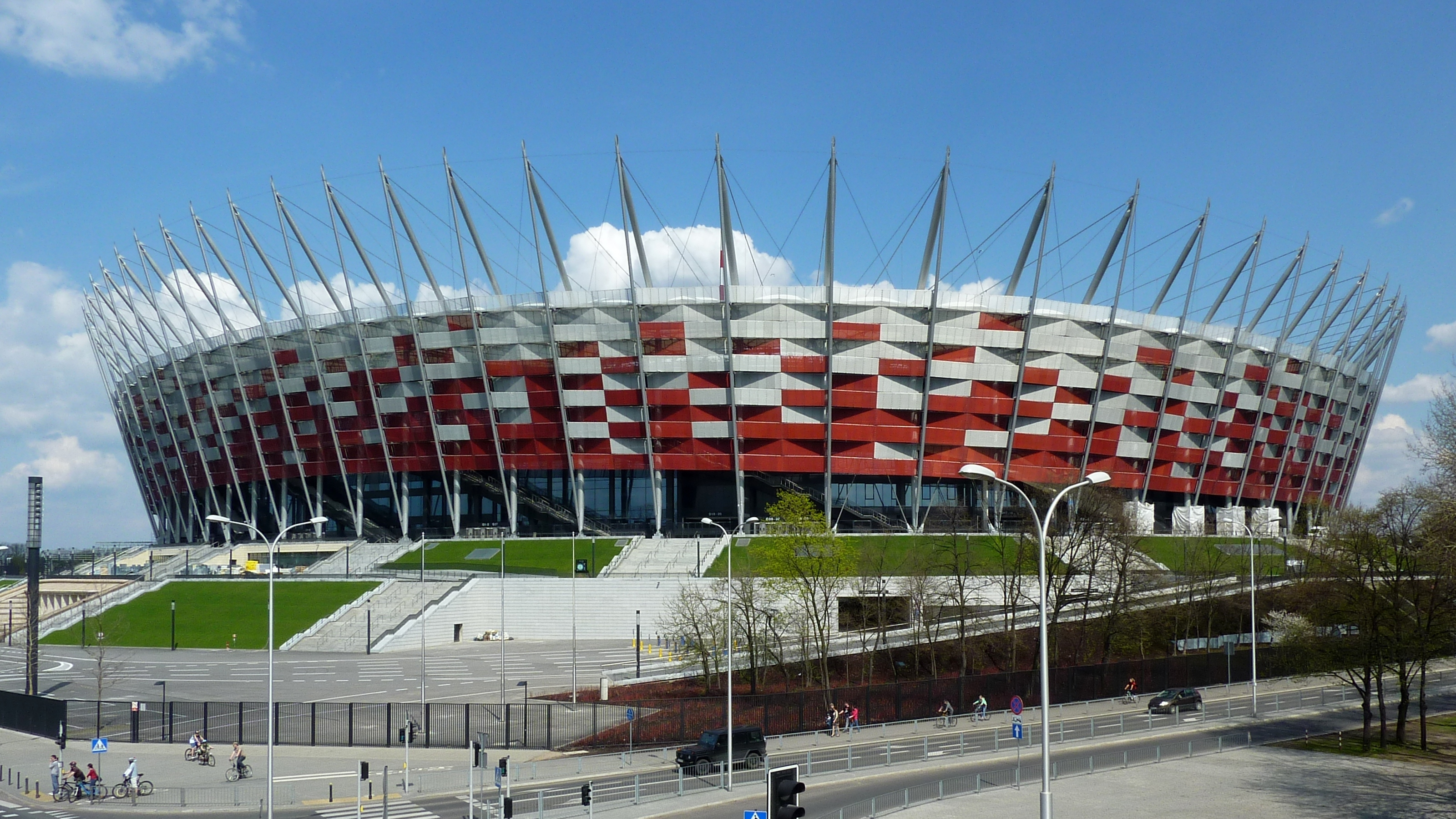
Stadion Narodowy, Warschau

## Qualifikation
Die kontinentalen Qualifikationsspiele wurden von April 2012 bis Juni 2014 ausgetragen. Polen war als Gastgeber gesetzt. Weltweit bewarben sich 154 Nationen um die restlichen 23 Plätze bei der Endrunde.

### Europa
Russland als Europameister und der EM-Finalist Italien waren direkt qualifiziert. Die restlichen europäischen Mannschaften ermittelten in der Qualifikation sechs weitere Teilnehmer. In der ersten Runde traten im Mai 2013 28 Mannschaften in sieben Gruppen an. Die Gruppensieger erreichten die dritte Runde, während die Gruppenzweiten in einer zusätzlichen Runde im Oktober drei weitere Plätze ausspielten. Die dritte Runde fand vom 3. bis 5. Januar 2014 statt. Die Sieger der fünf Vierergruppen und der beste Gruppenzweite qualifizierten sich für die WM-Endrunde. Das deutsche Team gewann sein Turnier in Ludwigsburg ohne Satzverlust. Außerdem qualifizierten sich die Mannschaften aus Belgien, Bulgarien, Finnland und Serbien sowie der beste Gruppenzweite Frankreich.

### Afrika
Die afrikanische Qualifikation wurde in drei Etappen ausgetragen. In der ersten Runde im Juli 2013 traten 33 Mannschaften in zehn Gruppen an. Die zweite Runde fand im Oktober/November 2013 mit 25 Mannschaften statt. In der dritten Runde, die im Januar 2014 gespielt wurde, trafen die zwölf besten Teams der zweiten Runde auf drei gesetzte Mannschaften. Die drei Sieger der Fünfergruppen qualifizierten sich für die WM. Dies waren Ägypten, Kamerun und Tunesien.

### Asien
In Asien begann die Qualifikation im Juni 2013 mit einer Vorrunde der West-Zone. Aus diesen drei Gruppen erreichten jeweils zwei Teams die erste Hauptrunde. Dort spielten im Juni/Juli insgesamt 19 Mannschaften in sechs Gruppen. Zehn Teilnehmer der zweiten Runde qualifizierten sich für die dritte Runde, an der im September außerdem sechs gesetzte Mannschaften teilnahmen. Die Sieger der vier Vierergruppen nehmen an der Weltmeisterschaft teil. Erfolgreich waren Australien, China, Iran und Südkorea.

### Nord- und Mittelamerika
Die Qualifikation der NORCECA begann bereits 2012. In der ersten Runde fanden acht Turniere in Vierergruppen statt, bei denen sich 24 Mannschaften für die zweite Runde qualifizierten. Die zweite Runde mit sechs Gruppen wurde im Sommer 2013 ausgetragen. Die sechs Gruppensieger und die vier besten Zweiten erreichten die dritte Runde. Dort bildeten sie mit sechs weiteren Teams, die wegen ihrer Position in der NORCECA-Rangliste gesetzt sind, vier Vierergruppen. Diese Spiele wurden vom 21. Mai bis 30. Juni 2014 ausgetragen. Die Gruppensieger qualifizierten sich für die Weltmeisterschaft. Der fünfte NORCECA-Teilnehmer wurde in einer Playoff-Runde mit den Gruppenzweiten der dritten Runde ermittelt. Erfolgreich waren die USA, Kanada, Kuba, Mexiko und Puerto Rico.

### Südamerika
Brasilien war als Sieger der Volleyball-Südamerikameisterschaft 2013 ebenso qualifiziert wie der Zweitplatzierte Argentinien. Vier weitere Mannschaften ermittelten bei einem Turnier vom 13. bis 15. September 2013 in Kolumbien den dritten Teilnehmer. Dabei setzte sich Venezuela durch.